# Liolaemus constanzae
Liolaemus constanzae este o specie de șopârle din genul Liolaemus, familia Tropiduridae, descrisă de Donoso-barros 1961. A fost clasificată de IUCN ca specie cu risc scăzut. Conform Catalogue of Life specia Liolaemus constanzae nu are subspecii cunoscute.